# Шрёдер-Зонненштерн, Фридрих
Фридрих Шрёдер-Зонненштерн (нем. Friedrich Schröder Sonnenstern; 11 сентября 1892, Тильзит (пос. Каукемен, сейчас Ясное Славский район) — 10 мая 1982, Берлин) — немецкий художник, один из самых ярких представителей ар-брюта.

## Биография
Шрёдер-Зоннештерн родился в 1892 году вблизи Тильзита (ныне город Советск) и вырос в семье опустившегося почтальона, состоящей из 13 детей. Хотя в поздней автобиографии он утверждал, что детей было всего 12, а он был собственным братом.
С детства отличался эксцентричностью и необычными увлечениями — любил залезать на деревья и мочиться оттуда на соседей и проходящих мимо нарядно одетых людей. За попрошайничество и асоциальный образ жизни уже в 14 лет был отправлен в воспитательный интернат. Сначала учился на садовника, но бросил, стал подрабатывать конюхом в передвижном цирке, работал разнорабочим.
В 1912 году Шрёдер-Зонненштерна обвинили в краже в состоянии аффекта и отправили в психиатрическую лечебницу в городе Алленберге, где он писал стихотворения, посвященные грехам человеческой цивилизации и убеждал окружающих, что он самый умный человек на Земле и на Небе и его предназначение — наставлять людей на путь истинный. В дополнение к этому утверждал, что является изобретателем сверхскоростной (3600 км/ч) паро-электрической машины.
Спустя 7 месяцев Шрёдер-Зонненштерна выпустили из клиники, он снова стал бродяжничать. Когда началась Первая мировая война был мобилизован и отправлен на фронт, но не доехал до места назначения, выдав себя за умалишённого. В 1917 году работал на русско-литовской границе посыльным.
Был пойман на контрабанде и снова отправлен в психиатрическую больницу. Там снова вел себя необузданно — пытался бежать, объявлял голодовку. Наконец, в 1919 году был выписан оттуда под опеку. Далее попал в Берлин, где открыл астрологический кабинет, проводил спиритуалистические сеансы, предсказывал будущее и лечил людей (среди его клиентов были и знатные горожане) магнетопатией, за что в 1930 году отсидел 6 недель в тюрьме. Тюремный срок последовал из-за того, что он занимался медициной незаконно (Шрёдер-Зонненштерн говорил, что безошибочно может определить болезнь через радужную оболочку глаза и при помощи массажа вылечить любое заболевание. Считая себя сверхчеловеком, утверждал, что в его руках сконцентрирована магнетическая сила, посланная ему свыше) и нарушал действующие законы о лекарственных средствах. Выступал под именем «Тайный советник Профессор Доктор философии Элиот Гнасс фон Зонненштерн — Психолог университетских наук», присвоил себе титул «солнечного короля».
В 1933 году он в очередной раз обвинен в мошенничестве и отправлен в психиатрическую больницу в Нойштадте, где произошло знакомство с другим сумасшедшим — безвестным художником. Увиденные рисунки очень сильно поразили Шрёдера-Зонненштерна, он понял, что нашёл своё призвание. Не мешкая, он раздобыл бумагу и начал творить под чутким руководством своего наставника. Далее был выписан, работал кладовщиком, во время Второй мировой войны побывал в штрафном лагере.
После окончания войны торговал дровами, жил впроголодь, много занимался искусством — писал стихотворения с собственными иллюстрациями. По счастливой случайности несколько его работ оказались в галерее Шпрингер, где были моментально раскуплены.
С 1950 года начинается новая жизнь Шрёдер-Зоннештерна — с выставками, встречами с сюрреалистами и просто интересными людьми, гастролями и выступлениями на различных мероприятиях. Однако в зените славы начал пить из-за потери подруги. Свои картины нередко отдавал за бутылку водки.
В 1968 году он снова попал в психиатрическую больницу. Там у него отказали ноги. В конце жизни не покидал свою квартиру в Берлине, где и скончался в 1982 году в возрасте 90 лет.

## Особенности его работы
Создавал образы странных, иногда эротических, иногда кошмарных созданий — смелое сочетание элементов и органов людей и животных. Часто изображал лицевые части тела человека (нос, подбородок, уши) в виде гениталий. В течение многих лет его творчество трактовалось как искусство душевнобольного человека.